# Lysandra transinaequalis
Lysandra transinaequalis är en fjärilsart som beskrevs av Bright och Leeds 1938. Lysandra transinaequalis ingår i släktet Lysandra och familjen juvelvingar. Inga underarter finns listade i Catalogue of Life.